# Canterbury régió

Új-Zéland tartományi határainak alakulása, 1841–1876

A Canterbury régió Új-Zéland legnagyobb területű régiója, azaz az ország két szintes közigazgatási rendszerében a felső szinten elhelyezkedő önkormányzati egység. A Déli-sziget középső-keleti részén terül el. Irányító szervezete a regionális tanács (Canterbury Regional Council, újabb hivatalos nevén Environment Canterbury). Területe 44 508 km², lakossága 2015. júniusi hivatalos becslés szerint 586 500 fő volt. A régió jelenlegi formájában az 1989-es közigazgatási reform során jött létre, kivéve a Kaikoura kerületet, ami csak 1992-ben csatlakozott hozzá.
A régió fővárosa Christchurch, a Déli-sziget legnagyobb városa és az ország harmadik legnagyobb városi területe, a régió lakosságának 65%-ával. Jelentősebb városok még Timaru, Ashburton, Rangiora és Rolleston.

## Története
A hűvösebb Déli-szigetet és különösen annak belső területeit a maorik sokkal kevésbé tartották letelepedésre alkalmasnak, mint az Északi-szigetet. A 19. század elején becslések szerint három-négy ezer bennszülött élhetett ezen a területen. Az ő számuk is tovább csökkent az 1810-1815 közötti belső háborúk idején, majd különösen 1830 és 1832 között, amikor a Déli-szigeten élő Ngāi Tahu törzset megtámadta a Te Rauparaha által vezetett északi Ngāti Toa törzs. Az európaiak letelepedésének kezdetén, 1840 körül mindössze félezer körüli maori élhetett a mai Canterbury régió területén.
Az első európaiak ezen a parton is a bálnavadászok voltak, akik az 1830-as években hoztak létre telepet a Banks-félszigeten. 1836-ban már 11 bálnavadász-hajó állomásozott itt, közülük négy amerikai. George Hempleman kapitány 1837-ben a félsziget Peraki-öblében felépítette az első állandó bálnavadász-telepet, ami így Canterbury tartomány első európai települése lett. Hamarosan meg is „vásárolták” a területet a helyi maori főnöktől lőfegyverekért és más tárgyakért cserébe. A félsziget kitűnő kikötőhelyein gyorsan nőtt a különböző nemzetiségű bálnavadász-hajók száma. 1838-ban már 16 francia hajóból álló flotta jelent meg itt, köztük a Cachalot, Jean Langlois irányításával, aki szintén földet vásárolt a maoriktól és francia gyarmatot akart létrehozni 1940-ben Akaroa körül. A francia konkurencia aktivitása felgyorsította a britek gyarmatalapító törekvéseit, és közvetlenül hozzájárult a waitangi szerződés mielőbbi megkötéséhez. A francia hajók száma egy darabig még tovább növekedett az akaroai francia település létrehozásával, de 1843 után a britek már vámrendeletekkel kiszorították az időközben brit gyarmattá lett Új-Zélandról a „külföldi” hajókat.
1848-ban Edward Gibbon Wakefield brit kalandor és John Robert Godley, angol-ír arisztokrata létrehozták Angliában a Canterbury Association nevű társaságot azzal a céllal, hogy szervezett kivándorlás révén anglikán vallású gyarmati települést hozzanak létre Új-Zéland Déli-szigetén. A társaságnak sikerült jelentős összegeket gyűjtenie és közép- illetve felsőbb osztályokbeli kivándorlókat toboroznia. Egy előkészítő csoport 1850 áprilisában partra szállt a ma Lyttelton Harbour nevű öbölben. A kivándorlók első nagyobb hulláma, 750 telepes, 1850 decemberében érkezett Lytteltonba négy hajóval.
A Canterbury tartományt (Canterbury Province) 1850 decemberében hozták létre a Church of England támogatásával. Eredetileg arra tettek kísérletet, hogy a tartományban csak az anglikánok számára tegyék lehetővé a letelepedést, de aztán erről lemondtak. A kivándorlók első két hajója, a Charlotte Jane és a Randolph 1850. december 16-án érkezett meg, ez a nap lett a tartomány születésnapja.
1853-ban, még az első országos választások előtt, a 21 éven felüli, vagyonnal rendelkező férfi telepesek megválasztották az első tartományi vezetőt (Superintendent), James FitzGerald személyében, majd a 12 tagú tanácsot is. A tartomány gazdasági élete kezdettől fogva a juhtenyésztésen alapult. A táj jellegzetes füves pusztái kiválóan alkalmasak voltak erre, és már az 1850-es évek első felében több mint fél millió juh legelt itt; ez a szám az 1860-as évekre három millióra nőtt. A jól jövedelmező juhtenyésztés lehetővé tette a tartományi központ, Christchurch kiépítését: számos neogótikus épületet emeltek a kor neves építésze, Benjamin Mountfort tervei alapján.
A Déli-sziget nyugati partján kialakult aranyláz (West Coast Gold Rush) idején a Déli-Alpok vízválasztójától nyugatra fekvő, nehezen megközelíthető területeket leválasztották a tartományról, és 1867-ben létrejött a Westland tartomány, a mai West Coast régió elődje. Az országos egyetem, a University of New Zealand 1870-es létrehozása után annak központja egy ideig Canterbury tartomány fővárosában, Christchurchben volt.

## Földrajza
A Canterbury régió területe a Déli-Alpokból a sziget keleti oldalán lefutó folyók vízgyűjtő területeire terjed ki, északon a Clarence folyó vízgyűjtőjétől a déli Waitaka folyóéig. A régió nyugati határát alkotó vízválasztótól, a Déli-Alpoktól keletre nagy és aktív geológiai törésvonal, az Ausztrál-Indiai-lemez és a Csendes-óceáni-lemez találkozása húzódik. A nyugatra fekvő Csendes-óceániai lemez geológiai mércével mérve gyorsan, évi átlag 35 mm-es sebességgel mozog dél-délnyugati irányban az itt alábukó Ausztrál-Indiai-lemezhez képest, valamint évi 10 mm-es sebességgel tolja fel a Déli-Alpok hegyeit. Ez a geológiai aktivitás rendszeresen nagy földrengéseket okoz a térségben.
A gleccserek, a víz és a szinte állandó erős nyugati szél által koptatott Déli-Alpok hegyeiből nagy mennyiségű hordalék érkezik a Canterbury-síkságra, amelyen helyenként 15 méter vastagságú löszréteg keletkezett. A csendes-óceáni parton fekvő Banks-félszigetet két nagy, miocén-kori vulkánkitörés hozta létre.

## Lakossága
A régió lakossága az új-zélandi statisztikai hivatal 2015. júniusi becslése szerint 586 500 fő volt, az ország egész lakosságának 13%-a.  Canterbury a második legnépesebb régió Auckland után. A lakosság átlagéletkora 39,9 év volt, két évvel az országos átlag felett. 100 nőre 97,5 férfi jutott. A 65 év felettiek aránya 15,5%, a 15 év alattiaké 18,7% volt.

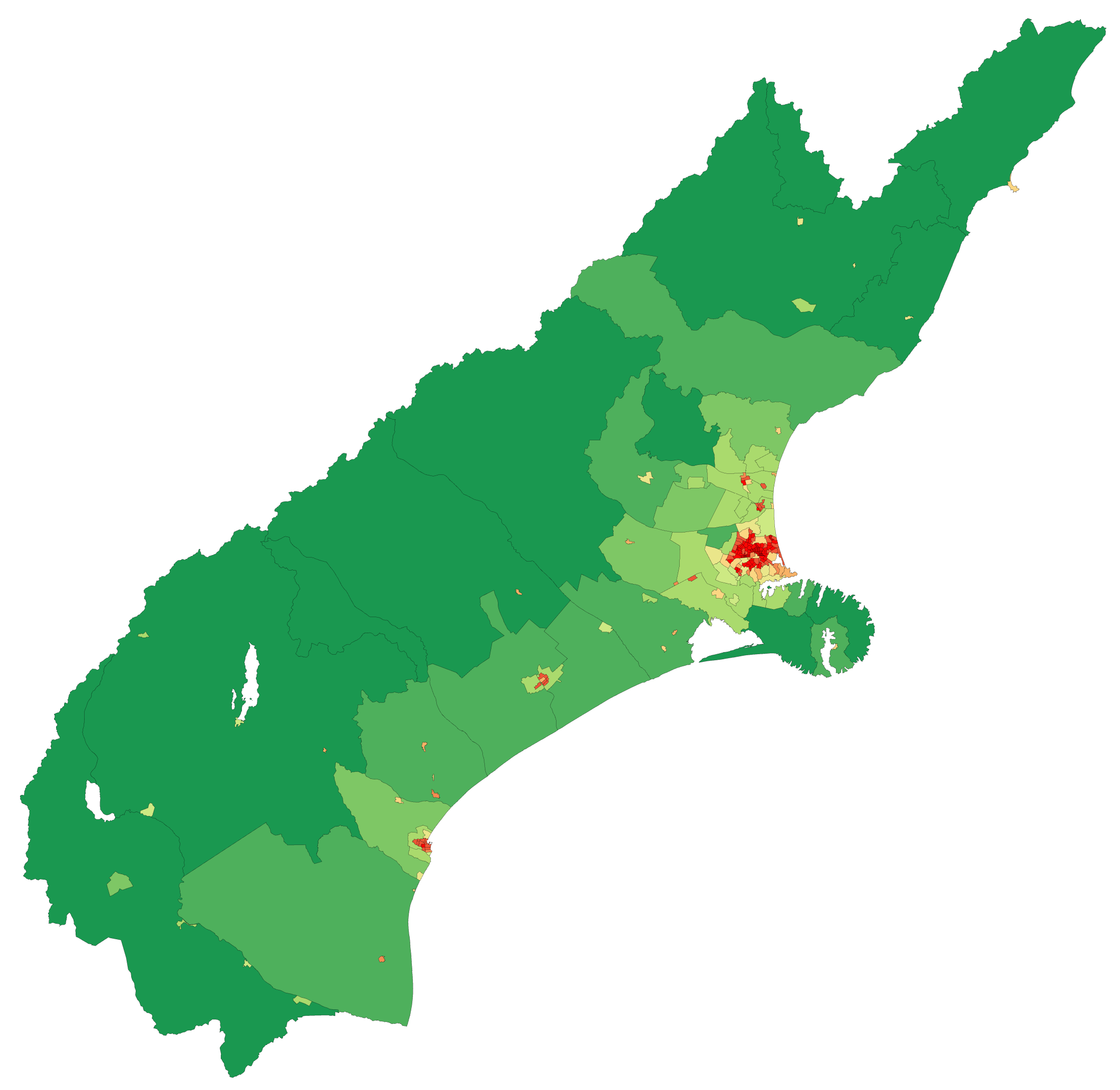
Canterbury régió népsűrűsége

| Városi területek Canterbury régióban | Lakosság (2015 júniusi becslés) | A régió lakosságának %-ában |
| ------------------------------------ | ------------------------------- | --------------------------- |
| Christchurch                         | 381.800                         | 65,1%                       |
| Timaru                               | 28.500                          | 4,9%                        |
| Ashburton                            | 19.600                          | 3,3%                        |
| Rangiora                             | 17.000                          | 2,9%                        |
| Rolleston                            | 11.800                          | 2%                          |
| Lincoln                              | 4.900                           | 0,8%                        |
| Temuka                               | 4.290                           | 0,7%                        |
| Woodend                              | 2.970                           | 0,5%                        |
| Waimate                              | 2.920                           | 0,5%                        |
| Geraldine                            | 2.440                           | 0,4%                        |
| Oxford                               | 2.100                           | 0,4%                        |
| Darfield                             | 2.070                           | 0,4%                        |
| Kaikoura                             | 2.040                           | 0,3%                        |
| Methven                              | 1.710                           | 0,3%                        |
| Leeston                              | 1.700                           | 0,3%                        |
| Amberley                             | 1.580                           | 0,3%                        |
| Pleasant Point                       | 1.360                           | 0,2%                        |
| Twizel                               | 1.210                           | 0,2%                        |
| Rakaia                               | 1.110                           | 0,2%                        |

### Kultúra és identitás
A 2013. évi népszámlálás során a régió lakosságának 86,9%-a európai származásúnak vallotta magát, 8,1% maorinak, 6,9% ázsiainak, 2,5% csendes-óceáninak, 0,8% közel-keletinek, latin-amerikainak vagy afrikainak, és 2,0% egyébnek (főleg „új-zélandinak”).
A lakosság csaknem 20%-a külföldön született (az országos átlag 25%). A bevándorlók eredete szerint továbbra is a brit szigetek a legnagyobb forrás 36,5%-kal. 2013-as adatok szerint érkezésük ideje szerint egynegyedük akkor kevesebb, mint öt éve érkezett, 11%-uk pedig kevesebb, mint két éve, azaz már a 2011-es katasztrofális földrengés után.
Canterbury lakosainak 49,75-a vallja magát kereszténynek, 3,3%-uk más vallás követője, 44,55-uk pedig vallástalan. A legnagyobb felekezetek az anglikán, 14,8%-kal, és a katolikus, 12,7%-kal.

## Gazdaság

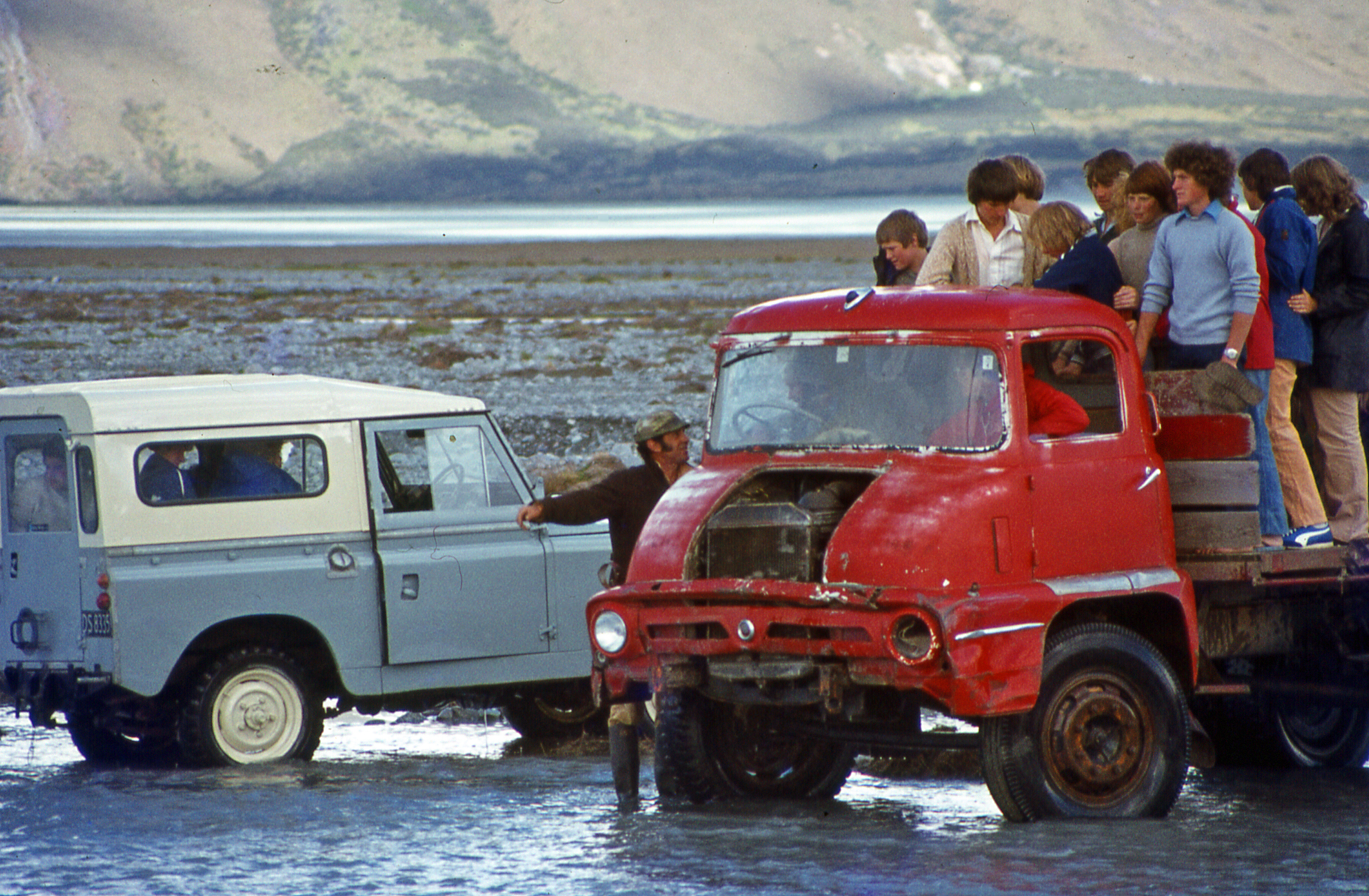
Átkelés a Macauley folyón, Lilybank Station, Canterbury, Új-Zéland, 1977.

A régió a hagyományos mezőgazdaság, halászat, erdőgazdaság mellett már jelentős iparral is rendelkezik. A mezőgazdaságban a kezdeti szinte kizárólagos juhtenyésztés mellett a felfejlődött a tejtermelés, a szántóföldi gazdálkodás, a kertészet és különösen a bortermelés. A kitűnő természeti adottságokat kihasználva Canterbury ma Új-Zéland gabonatermelésének nagyobb részét adja: 2002-ben az országos búzatermelés 60,7%-a, az árpa 51,1%-a és a zab 43,7%-a itt termett.
A régió szőlőtermesztését az Akaroa környékén letelepedett francia bevándorlók alapozták meg. A fehér borok közül a legnépszerűbbek a rajnai rizling, a sauvignon blanc, a chardonnay, a tramini, valamint a szürkebarát. A pinot noir termesztése Waipara környékén sikeres.
A feldolgozóipar a régió második legnagyobb gazdasági ágazata, ezen belül a fejlett agrárszektorhoz jól kapcsolódik a mezőgazdasági gépek gyártása. Az építőiparnak sajnálatos módon a 2011-es nagy földrengés adott lökést. 2015-ös adatok szerint 2000 helyi feldolgozóipari vállalkozás 23 000 főt alkalmazott, és mintegy 2,2 milliárd új-zélandi dollárral (NZD) járult hozzá a nemzeti jövedelemhez. A régió GDP-je a nemzeti GDP 12%-át tette ki 2003-ban.

## Fordítás
- Ez a szócikk részben vagy egészben a Canterbury, New Zealand című angol Wikipédia-szócikk ezen változatának fordításán alapul.  Az eredeti cikk szerkesztőit annak laptörténete sorolja fel. Ez a jelzés csupán a megfogalmazás eredetét és a szerzői jogokat jelzi, nem szolgál a cikkben szereplő információk forrásmegjelöléseként.